# Cantón de Marigny
El cantón de Marigny era una división administrativa francesa, que estaba situada en el departamento de Mancha y la región de Baja Normandía.

## Composición
El cantón estaba formado por once comunas:
- Carantilly
- Hébécrevon
- La Chapelle-en-Juger
- Le Mesnil-Amey
- Le Mesnil-Eury
- Le Mesnil-Vigot
- Lozon
- Marigny
- Montreuil-sur-Lozon
- Remilly-sur-Lozon
- Saint-Gilles

## Supresión del cantón de Marigny
En aplicación del Decreto n.º 2014-246 de 25 de febrero de 2014, el cantón de Marigny fue suprimido el 22 de marzo de 2015 y sus 11 comunas pasaron a formar parte; diez del nuevo cantón de Saint-Lô-1 y una del nuevo cantón de Saint-Lô-2.